# 普京統治下的俄羅斯
自1999年以来，弗拉基米尔·普京就一直担任著俄罗斯总统（1999年至2000年代理；2000年至2004年、200年至2008年、2012年至2018年、2018年至2024年以及2024年至今）或总理（1999年任职三个月，2008年至2012年全职任职）。
担任总统期间，他曾是團結和統一俄羅斯党员。他另外还加入了全俄人民阵线，这是普京于2011年组织的一个支持者团体，旨在為统一俄罗斯党洗地，改善民衆對執政黨的想法。他的政治意识形态、优先事项和政策有时被称为普京主義。
普京在任内的大部分時間（除2011至2013年間左右，被認爲是受2011年—2013年俄罗斯示威影响），據俄羅斯官媒普京在國内享有很高的支持率。2007年，他被《時代雜志》评为年度風雲人物。2015年，他再被《时代》评选为全球最具影响力的100個人之一。在2013年至2016年間，他一直位列福布斯杂志全球最具影响力人物列表第一名。普京执政初期，得益于石油工业的繁荣，俄罗斯经济和生活水平快速增长。然而，油价下跌以及因俄羅斯聯邦併吞克里米亞而遭受的制裁，导致了2015年经济衰退和停滞，并一直持续到今天。在普京治下的俄羅斯，政治自由受到严厉限制，引起人权组织的广泛谴责，甚至自2022年俄羅斯入侵烏克蘭起，普京開始更廣泛的被描述为獨裁者。